# Mikkel Hesseldahl Konyher
Mikkel Hesseldahl Konyher (født 6. april 1989) er en dansk skuespiller.

## Karriere
Konyher sås først i Jul på Kronborg (2000) i hovedrollen som Rasmus. Siden har han medvirket i film som Store planer, Unge Andersen og Oskar og Josefine, hvori han overtog Razzs rolle som Oskar, samt i den populære og Emmy-nominerede serie Krøniken.
Han var en del af teenagebandet Mindcall, der sang titelsangen, Smelly Town, til Oskar og Josefine.
Han er vokalist i bandet Squares to Bend samt forsanger og guitarist i rockbandet LSD on CIA. Bandet vandt den nordiske finale i Emergenza og kom på anden pladsen i den europæiske i 2011.
Mikkel Konyher blev i sommeren 2011 optaget som studerende på sanglinien på rytmisk konservatorie i København, hvor han medvirker i forskellige projekter; blandt andet Cosmic Clown og The Alchemists.